# Picrodus
Picrodus és un gènere extint de primats de la família dels picrodòntids que visqueren a Nord-amèrica durant el Paleocè, fa entre 56,2 i 63,8 milions d'anys. Se n'han trobat restes fòssils a Alberta (Canadà) i Montana i Wyoming (Estats Units). Eren plesiadapiformes minúsculs. Tenien la primera dent molar força més grossa que les altres, tant al maxil·lar inferior com al maxil·lar superior. Probablement eren frugívors o nectarívors. El nom genèric Picrodus significa ‘dent amarga’ i es refereix al fet que l'holotip en fou descobert a la vall del riu Bitterroot, el nom del qual es pot traduir per ‘arrel amarga’.